# Schoon metselwerk

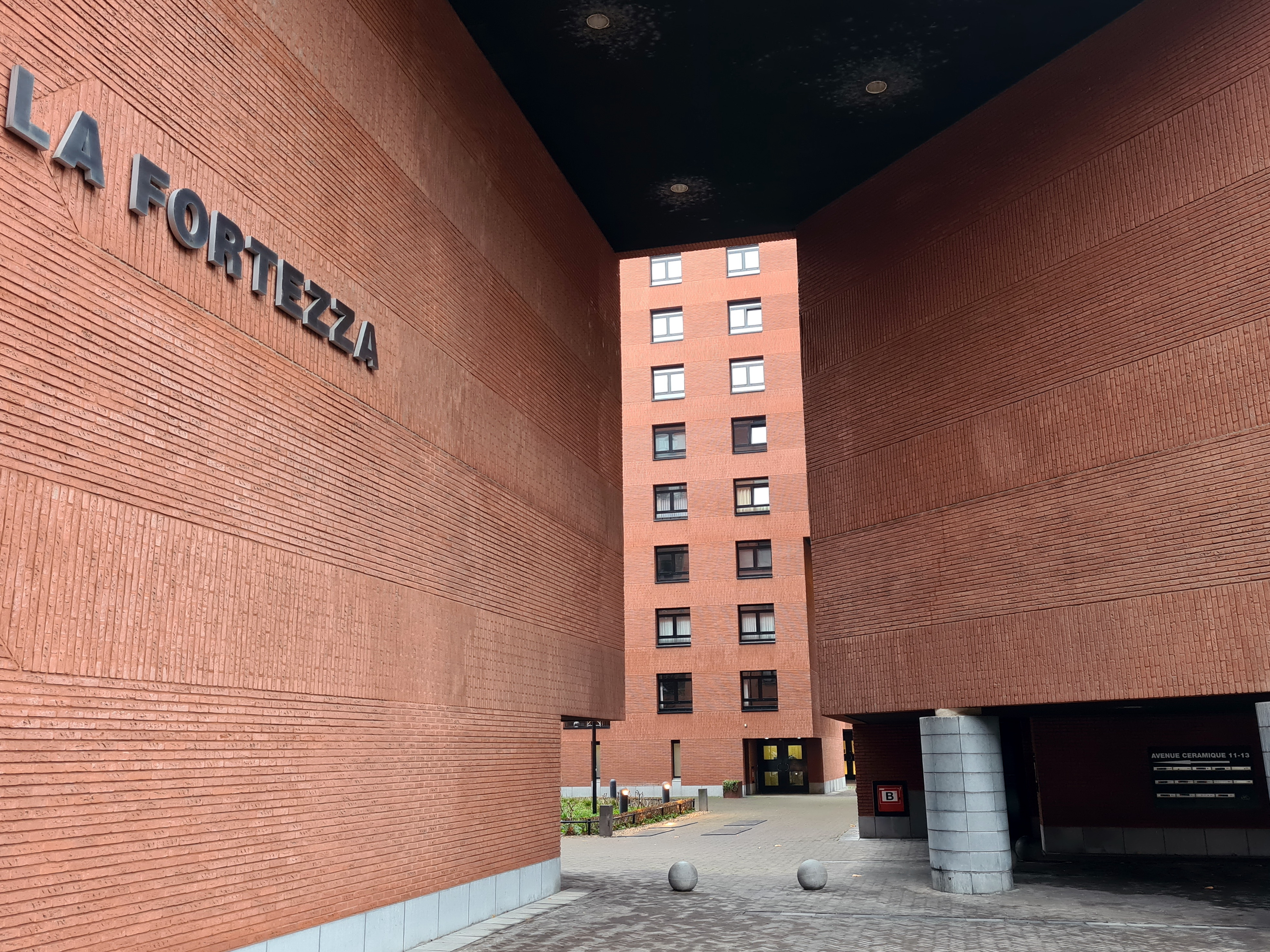
Schoon metselwerk in halfsteensverband met verdiepte voegen bij La Fortezza in Maastricht

Schoon metselwerk, schoon werk of zicht werk is die kant van het metselwerk dat niet wordt afgewerkt met stuc- of timmerwerk, maar wordt afgevoegd. Schoon metselwerk wordt zowel bij binnen- als buitenmuren toegepast. 
De stenen aan de schone kant mogen niet met specie zijn besmeurd, moeten gaaf zijn en in een bepaald metselverband zijn vermetseld. Na het metselen worden de voegen in het schone gedeelte uitgekrabd, om later te worden afgevoegd. Het opgaande werk van gevels wordt vaak als schoon werk uitgevoerd.
Er zijn verschillende metselverbanden, zoals verbanden voor halfsteens muren en verbanden voor steens muren. Voor halfsteens muren:
- halfsteens verband: de meest simpele en meest toegepast. De stenen overlappen elkaar voor de helft;
- klezoorverband: de stenen overlappen elkaar voor een kwart (een kwart steen is een klezoor);
- Vlaams verband;
- Noor(d)s of kettingverband;
- wildverband;

Voor steens muren:
- koppenverband;
- staandverband;
- kruisverband;
- Hollands verband (een variant van kruisverband);